# 曹瞒传
曹瞒传是一本主要記載曹操事跡的書籍。該書沒有流傳下來。曹瞒传現今有严可均和汪之昌二人辑本。
《隋书·经籍志》中沒有記載該書，《旧唐书·经籍志》、《新唐书·艺文志》記載《曹瞒传》共有一卷，《旧唐书·经籍志》表示該書作者是吳國人，《新唐书·艺文志》沒有寫明作者。
曹瞒传中的不少文字保留在裴松之注《三国志·武帝纪》、李贤注《后汉书·孝献皇帝纪》、李善注《文选》卷四四、刘孝标注《世说新语·假譎》、酈道元《水经注》卷一九、《艺文类聚》卷一七、《太平御览》卷七四等古籍中。